# Museo del Departamento de Malacología UCA
El Museo del Departamento de Malacología de la UCA es una institución científica y educativa ubicada en el campus de la Universidad Centroamericana en Managua, Nicaragua. Su misión principal es la conservación, investigación y divulgación del estudio de los moluscos, tanto marinos como terrestres, en el contexto nicaragüense y centroamericano.

## Historia
El museo fue creado por iniciativa del Departamento de Malacología de la Facultad de Ciencia, Tecnología y Ambiente de la UCA en la década de 1990. Su objetivo fue conformar un acervo biológico para la enseñanza universitaria y el fomento de la investigación en biodiversidad.

## Colección
El museo cuenta con una importante colección de especímenes de moluscos, incluyendo:
Caracoles marinos y terrestres
Bivalvos
Conchas exóticas y locales
Especies endémicas de Nicaragua
Estos ejemplares han sido recolectados en diversos ecosistemas acuáticos del país, como lagos, costas del Pacífico nicaragüense y Caribe nicaragüense, así como zonas húmedas y bosques.

## Funciones educativas
Además de la exhibición, el museo ofrece:
Prácticas de laboratorio para estudiantes de biología
Apoyo a tesis e investigaciones científicas
Actividades de extensión y visitas guiadas
Cooperación con universidades extranjeras

## Importancia científica
El museo desempeña un papel clave en la documentación de la malacofauna nicaragüense, siendo uno de los pocos centros especializados en la región. Su base de datos taxonómica y la preservación de ejemplares lo convierten en un recurso fundamental para investigadores y conservacionistas